# Église Notre-Dame-de-l'Assomption de Samoëns
L'église Notre-Dame-de-l'Assomption de Samoëns est une ancienne collégiale, située dans le département de la Haute-Savoie, dans la commune de Samoëns, en France. Elle est inscrite au titre des monuments historiques, en 1987.

## Historique
La première mention de l'église date de 1167. Elle est détruite en 1476 lors de l'invasion des Bernois. En 1575, elle s'affranchit de la tutelle de l'Abbaye de Sixt et devient collégiale du diocèse de Genève. 
De l'église d'origine, ne semblent subsister que la partie inférieure de la tour-clocher (XIIIe siècle) ainsi que la chapelle Saint-Claude (XVe siècle). Il faut attendre 1555 pour voir s'achever les travaux de construction (porche, bas-côté droit), puis par ceux du chœur (1605), du bas-côté gauche (1621) puis de la sacristie (1840).[réf. nécessaire]
Elle est désaffectée à la Révolution et redevient église du village en 1802.[réf. nécessaire]
Les chantiers de l'église et les éléments décoratifs, ont été l'œuvre des Maçons de Samoëns, tailleurs de pierre réputés en Savoie et en France.[réf. nécessaire]
En 1917, Marie-Louise Cognacq-Jaÿ, créatrice des grands magasins de la Samaritaine à Paris, accepte de rénover l'intérieur de l'édifice de son village natal, décorée selon le style de l'époque, en staff d'inspiration néo-gothique.[réf. nécessaire]
Entre 1978 et 1982, l'église est rénovée entièrement.[réf. nécessaire]
L'édifice est inscrit au titre des monuments historiques en 1987.

## Architecture

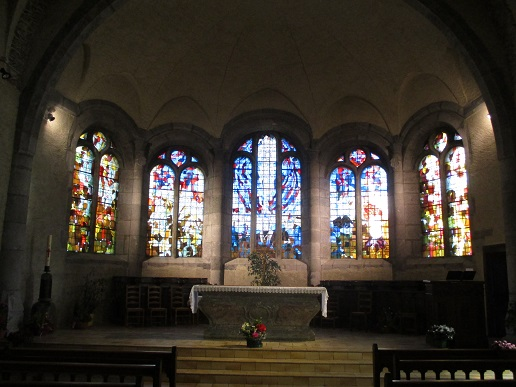
Chœur de l'Eglise.

Le clocher est la partie la plus ancienne de l'église. Il comportait 4 clochetons aux angles de la tour, abattus à la Révolution et remplacés par un toit plat.
Le portail date de 1555. Il est entouré des armoiries de monseigneur Biord et du cardinal Gerdil, tous deux natifs de Samoëns.
Il est à noter que cette entrée n'est pas située dans l'axe de la nef. Lors de la reconstruction après 1476, il a fallu la décaler sur la droite pour des problèmes d'ensablement après une crue de la rivière le Clervieux.
Les nefs latérales sont asymétriques. Celle du midi (à droite) plus claire que celle du nord (à gauche).
Le chœur a été construit en 1605. Il a une forme de demi dodécagone, éclairé par 5 fenêtres pourvues de vitraux (1982). Ces vitraux représentent les "Quatre Couronnés", saints patrons de la confrérie des maçons de Samoëns, Saint-François de Sales qui vint plusieurs fois à Samoëns, Ponce fondateur de l'abbaye de Sixt, monseigneur Biord et le cardinal Gerdil, tous deux natifs de Samoëns.
L'autel en marbre porte la date de 1775 .
La chaire en bois a été construite dans le style Louis XIII en 1699, par Claude-François Rouge.
Le bénitier a été sculpté en 1844 dans du marbre noir de Tines par le maître maçon Désarnod.
Lors des travaux de 1917, la clef de voûte a été remplacée et l'original déposé sur le mur à gauche de l'entrée. Il porte les armoiries de la famille Henri Ier de Savoie-Nemours.
La chapelle Saint-Claude à gauche de l'entrée abrite des fonts baptismaux de 1717. Ils sont surmontés d'un meuble en bois de l'ébéniste François Gindre.
L'église contient une statue de Vierge à l'enfant de style baroque dans le genre des statues savoyardes du XVIIIe siècle. Selon la tradition locale, elle aurait les traits de la reine Anne d'Autriche et de son fils Louis XIV.

## Grand orgue
Un grand orgue de 3 claviers et 48 jeux, a été installé 2017, en remplacement d'un précédent instrument de piètre qualité et hors d'usage. 
Originellement construit par la Manufacture Ziegler-Heberlein pour le temple de l'Abeille à La Chaux-de-Fonds (Suisse) en 1955, il a été démonté en 2015, acquis en premier lieu par une paroisse niçoise, pour finalement être acquis par la municipalité de Samoëns la même année.
Les travaux de relevage ont été effectués par la Manufacture Saby-Formentelli, ceux-ci comprenant un renouvellement complet du système électrique par un système électronique, une nouvelle console mobile dans la nef et enfin une réharmonisation de l'instrument pour son nouveau lieu.

## Galerie

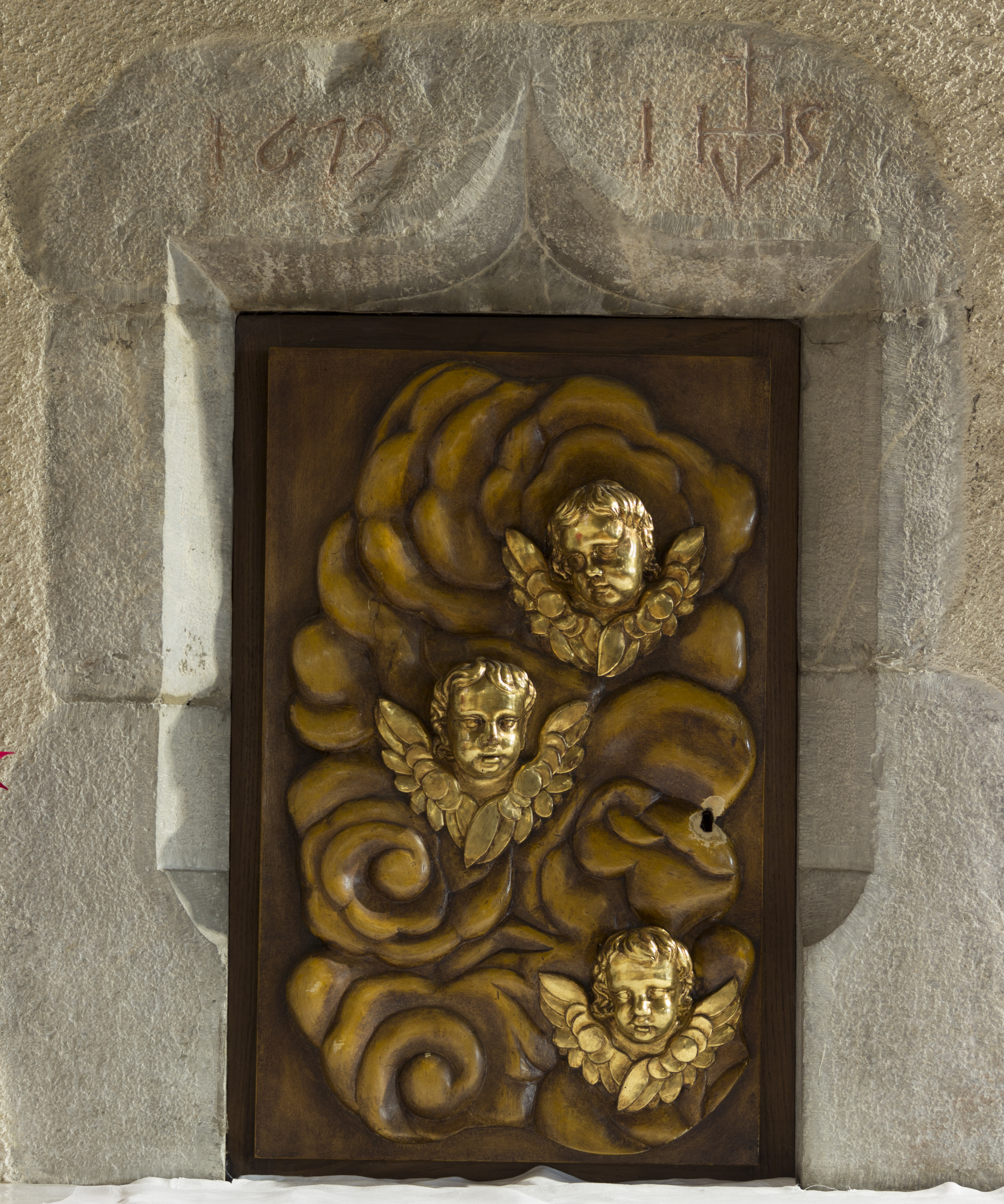
Tabernacle
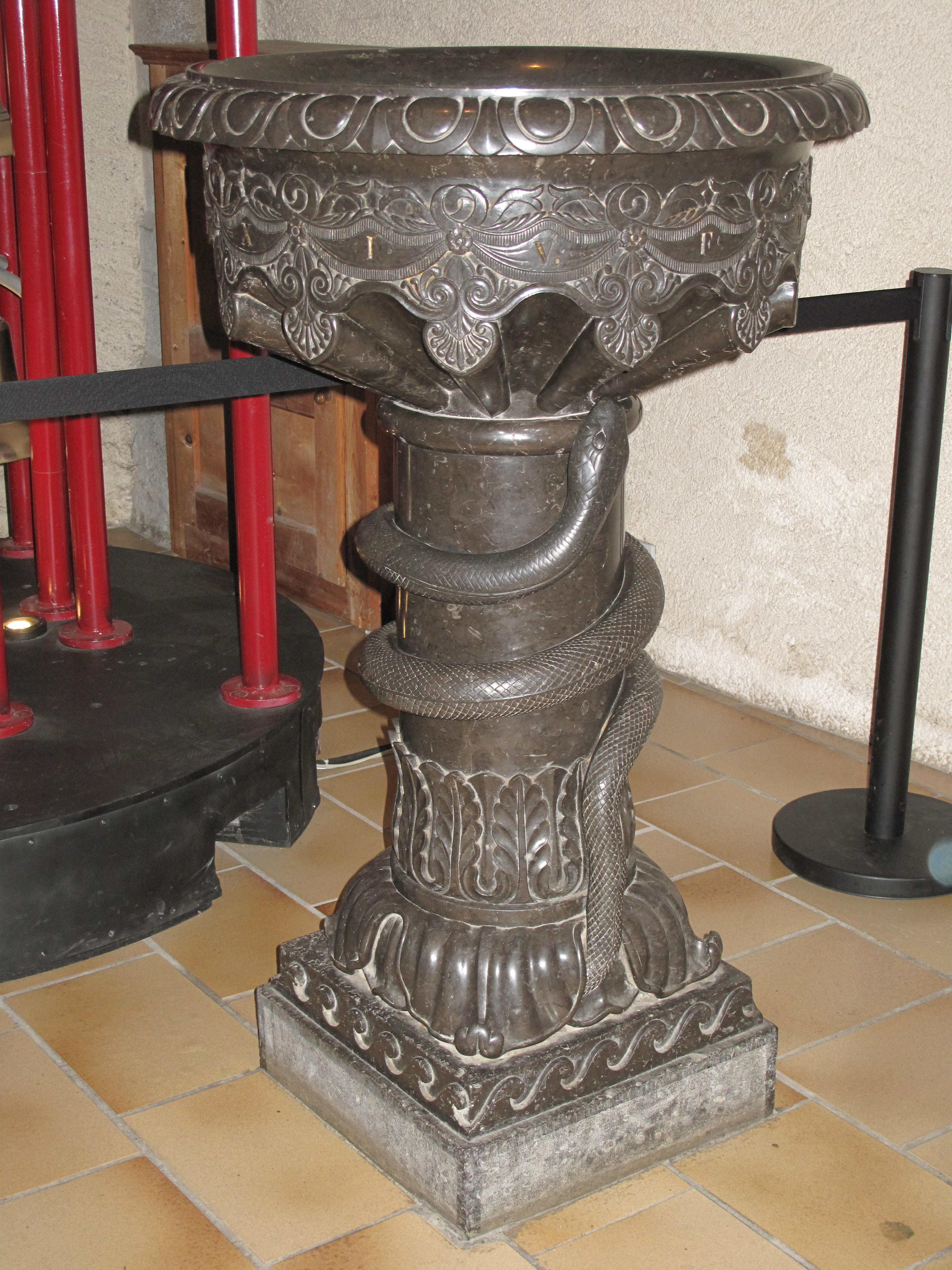
Le baptistère
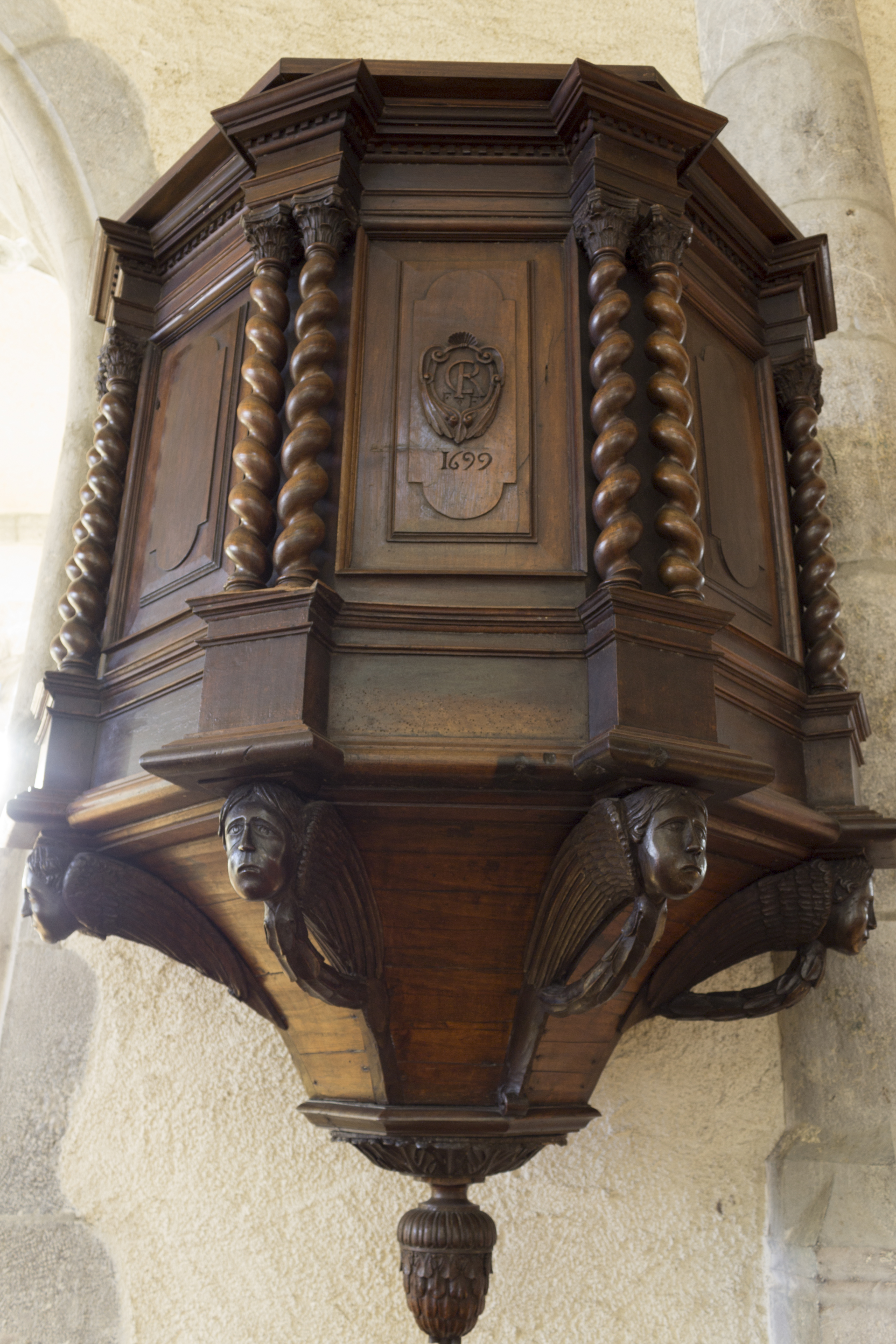
Chaire
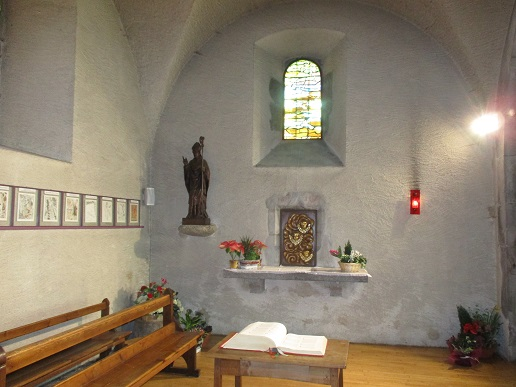
La chapelle gauche
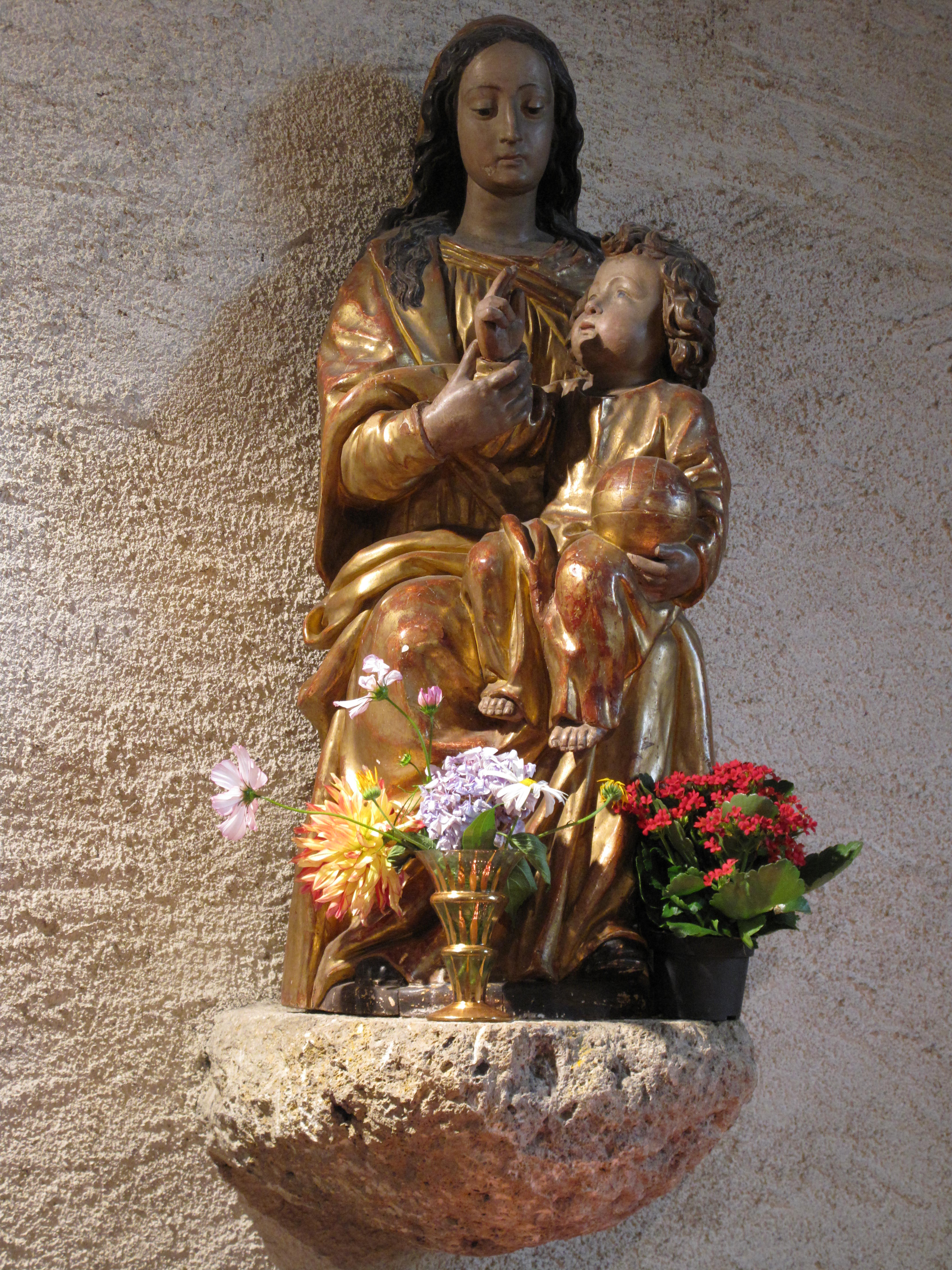
Statue de la Vierge
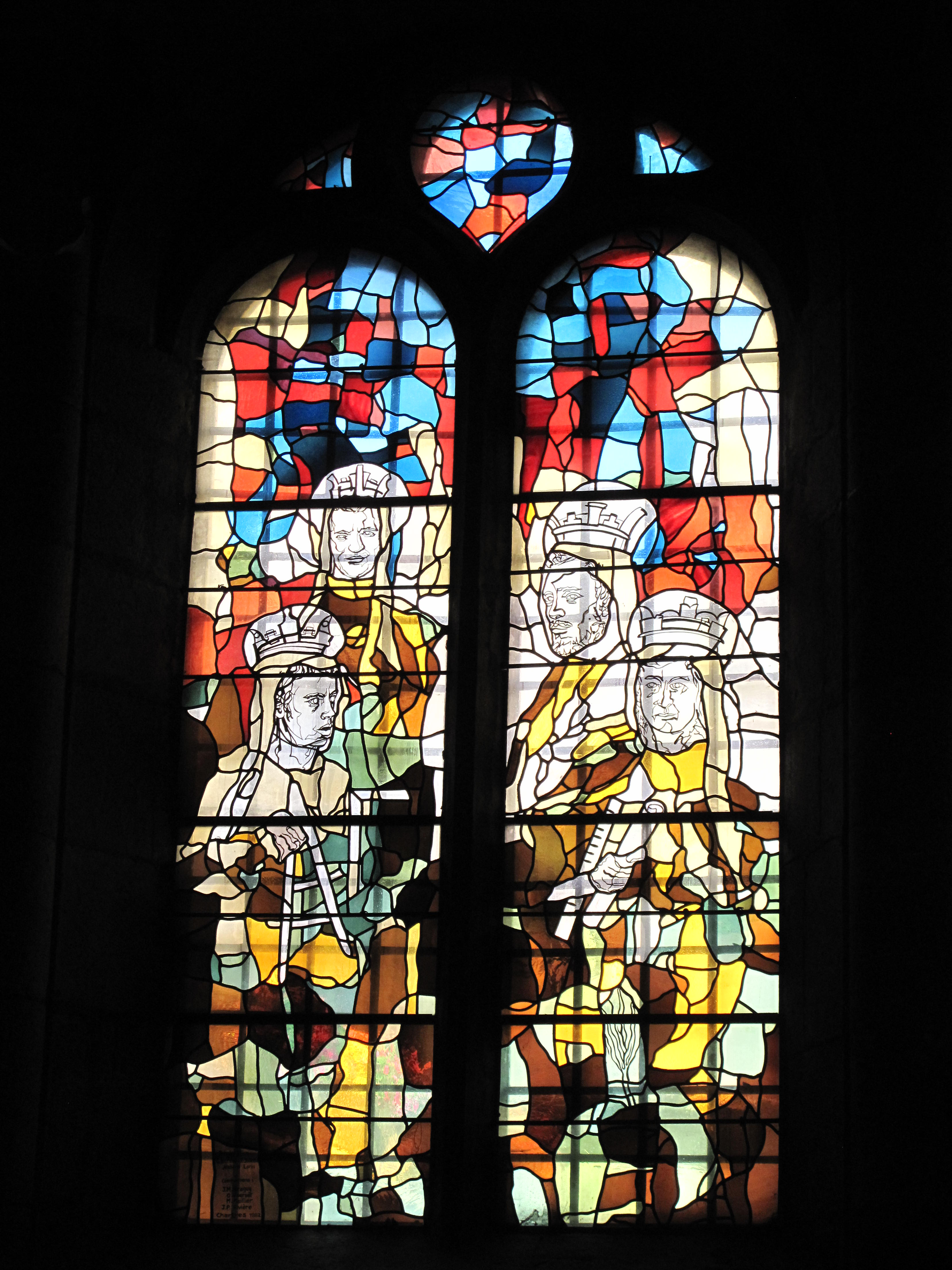
Vitrail